# Nynorsk

Gebruikte standaardtaal in Noorwegen:
Bokmål
Nynorsk
geen voorkeur

Het Nynorsk (Nieuwnoors) is een standaardtaal binnen het Noors. De meest gebruikte standaardtaal in Noorwegen is Bokmål. Ongeveer 13% van de Noren gebruikt Nynorsk. Beide standaardtalen fungeren hoofdzakelijk als schrijftaal. De spreektaal in Noorwegen is nauwelijks gestandaardiseerd en vertoont vrij grote regionale verschillen.
Het Nynorsk is ontwikkeld door de Noor Ivar Aasen in de 19e eeuw als alternatief voor het sterk op het schriftelijke Deens geënte Bokmål. Het wordt met name in westelijk Noorwegen gebruikt en is gevormd op basis van vooral westelijke plattelandsdialecten. In vele aspecten lijkt het op het IJslands.
Dat IJslands en Nynorsk meer op elkaar lijken dan IJslands en Bokmål komt doordat het IJslands en de zuidwestelijke dialecten van het Noors een gemeenschappelijkere oorsprong delen. Net als het IJslands en het Faeröers onderscheidt het Nynorsk drie geslachten, te weten: mannelijk, vrouwelijk, en neutrum. Het Zweeds en het Deens hebben slechts twee geslachten. Bokmål hangt een beetje tussen de twee systemen in, waardoor er vaker twee vormen naast elkaar voorkomen.

## Handige links
- Verklarend Noors Woordenboek voor zowel Bokmål als Nynorsk
- De Noorse Taalraad (in het Noors)